# Phronima colletti
Phronima colletti är en kräftdjursart som beskrevs av Carl Erik Alexander Bovallius 1887. Phronima colletti ingår i släktet Phronima och familjen Phronimidae. Inga underarter finns listade i Catalogue of Life.